# Hemerobius costalis
Hemerobius costalis är en insektsart som beskrevs av Carpenter 1940. Hemerobius costalis ingår i släktet Hemerobius och familjen florsländor. Inga underarter finns listade i Catalogue of Life.